# 塞姆利基河
塞姆利基河（Semliki）是中部非洲的主要河流，從發源地剛果民主共和國愛德華湖向北流，進入烏干達西部本迪布焦區，最後在座標1°13′21″N 30°30′14″E / 1.22250°N 30.50389°E注入艾伯特湖。

## 引用
1. ↑  Semliki River （页面存档备份，存于）, Britannica Online Encyclopedia

Template:烏干達河流